# 1. ŽNL Karlovačka 2016./17.
1. ŽNL Karlovačku u sezoni 2016./17. je činilo 10 klubova. Prvenstvo se igralo trokružno, a prvak je nakon 27 kola postao NK Slunj, te je nakon kvalifikacija ostvario promociju u viši rang. Iz lige je ispala NK Mladost Rečica.

## Tablica
| Mj. | Klub                   | Sus. | Pobj. | Ner. | Por. | GR.    | Bod. |
| --- | ---------------------- | ---- | ----- | ---- | ---- | ------ | ---- |
| 1.  | NK Slunj               | 27   | 23    | 4    | 0    | 83:17  | 73   |
| 2.  | NK Ilovac Karlovac     | 27   | 17    | 6    | 4    | 97:40  | 57   |
| 3.  | NK Zrinski Ozalj       | 27   | 16    | 5    | 6    | 85:32  | 53   |
| 4.  | NK Korana Turanj       | 27   | 15    | 4    | 8    | 74:38  | 49   |
| 5.  | NK Duga Resa 1929      | 27   | 12    | 4    | 11   | 57:46  | 40   |
| 6.  | NK Ogulin              | 27   | 8     | 3    | 16   | 42:65  | 27   |
| 7.  | NK Croatia '78 Žakanje | 27   | 6     | 6    | 15   | 41:73  | 24   |
| 8.  | NK Vrlovka Kamanje     | 27   | 6     | 4    | 17   | 34:71  | 22   |
| 9.  | NK Draganić            | 27   | 5     | 5    | 17   | 34:67  | 20   |
| 10. | NK Mladost Rečica      | 27   | 6     | 1    | 20   | 27:125 | 19   |

## Rezultati
| NK Duga Resa 1929 - NK Ilovac Karlovac 1:3 NK Croatia '78 Žakanje - NK Vrlovka Kamanje 2:4 NK Slunj - NK Mladost Rečica 3:0 NK Korana Turanj - NK Ogulin 7:0 NK Zrinski Ozalj - NK Draganić 2:0 | NK Ilovac Karlovac - NK Draganić 4:1 NK Ogulin - NK Zrinski Ozalj 1:3 NK Mladost Rečica - NK Korana Turanj 1:8 NK Vrlovka Kamanje - NK Slunj 2:3 NK Duga Resa 1929 - NK Croatia '78 Žakanje 7:0 | NK Croatia '78 Žakanje - NK Ilovac Karlovac 1:4 NK Slunj - NK Duga Resa 1929 3:1 NK Korana Turanj - NK Vrlovka Kamanje 0:0 NK Zrinski Ozalj - NK Mladost Rečica 9:1 NK Draganić - NK Ogulin 2:1  |
| NK Ilovac Karlovac - NK Ogulin 7:0 NK Mladost Rečica - NK Draganić 3:2 NK Vrlovka Kamanje - NK Zrinski Ozalj 2:4 NK Duga Resa 1929 - NK Korana Turanj 1:3 NK Croatia '78 Žakanje - NK Slunj 1:3 | NK Slunj - NK Ilovac Karlovac 4:2 NK Korana Turanj - NK Croatia '78 Žakanje 3:1 NK Zrinski Ozalj - NK Duga Resa 1929 1:1 NK Draganić - NK Vrlovka Kamanje 3:2 NK Ogulin - NK Mladost Rečica 1:2 | NK Ilovac Karlovac - NK Mladost Rečica 10:0 NK Vrlovka Kamanje - NK Ogulin 3:0 NK Duga Resa 1929 - NK Draganić 5:1 NK Croatia '78 Žakanje - NK Zrinski Ozalj 1:4 NK Slunj - NK Korana Turanj 2:0 |
| NK Korana Turanj - NK Ilovac Karlovac 4:5 NK Zrinski Ozalj - NK Slunj 1:1 NK Draganić - NK Croatia '78 Žakanje 1:1 NK Ogulin - NK Duga Resa 1929 0:1 NK Mladost Rečica - NK Vrlovka Kamanje 2:0 | NK Ilovac Karlovac - NK Vrlovka Kamanje 1:2 NK Duga Resa 1929 - NK Mladost Rečica 6:1 NK Croatia '78 Žakanje - NK Ogulin 3:0 NK Slunj - NK Draganić 3:0 NK Korana Turanj - NK Zrinski Ozalj 3:2 | NK Zrinski Ozalj - NK Ilovac Karlovac 2:2 NK Draganić - NK Korana Turanj 1:1 NK Ogulin - NK Slunj 0:1 NK Mladost Rečica - NK Croatia '78 Žakanje 0:2 NK Vrlovka Kamanje - NK Duga Resa 1929 1:3  |
| NK Ilovac Karlovac - NK Duga Resa 1929 3:0 NK Vrlovka Kamanje - NK Croatia '78 Žakanje 2:2 NK Mladost Rečica - NK Slunj 1:5 NK Ogulin - NK Korana Turanj 1:6 NK Draganić - NK Zrinski Ozalj 0:8 | NK Draganić - NK Ilovac Karlovac 2:2 NK Zrinski Ozalj - NK Ogulin 2:1 NK Korana Turanj - NK Mladost Rečica 7:2 NK Slunj - NK Vrlovka Kamanje 5:1 NK Croatia '78 Žakanje - NK Duga Resa 1929 1:1 | NK Ilovac Karlovac - NK Croatia '78 Žakanje 4:0 NK Duga Resa 1929 - NK Slunj 0:3 NK Vrlovka Kamanje - NK Korana Turanj 0:4 NK Mladost Rečica - NK Zrinski Ozalj 1:4 NK Ogulin - NK Draganić 3:2  |
| NK Ogulin - NK Ilovac Karlovac 1:4 NK Draganić - NK Mladost Rečica 2:3 NK Zrinski Ozalj - NK Vrlovka Kamanje 7:0 NK Korana Turanj - NK Duga Resa 1929 2:0 NK Slunj - NK Croatia '78 Žakanje 6:1 | NK Ilovac Karlovac - NK Slunj 2:2 NK Croatia '78 Žakanje - NK Korana Turanj 1:4 NK Duga Resa 1929 - NK Zrinski Ozalj 3:2 NK Vrlovka Kamanje - NK Draganić 2:1 NK Mladost Rečica - NK Ogulin 3:2 | NK Mladost Rečica - NK Ilovac Karlovac 0:9 NK Ogulin - NK Vrlovka Kamanje 3:1 NK Draganić - NK Duga Resa 1929 1:2 NK Zrinski Ozalj - NK Croatia '78 Žakanje 3:1 NK Korana Turanj - NK Slunj 0:0  |
| NK Ilovac Karlovac - NK Korana Turanj 5:2 NK Slunj - NK Zrinski Ozalj 1:0 NK Croatia '78 Žakanje - NK Draganić 3:0 NK Duga Resa 1929 - NK Ogulin 1:1 NK Vrlovka Kamanje - NK Mladost Rečica 2:3 | NK Vrlovka Kamanje - NK Ilovac Karlovac 0:0 NK Mladost Rečica - NK Duga Resa 1929 0:3 NK Ogulin - NK Croatia '78 Žakanje 3:1 NK Draganić - NK Slunj 1:2 NK Zrinski Ozalj - NK Korana Turanj 0:2 | NK Ilovac Karlovac - NK Zrinski Ozalj 2:2 NK Korana Turanj - NK Draganić 4:0 NK Slunj - NK Ogulin 3:0 NK Croatia '78 Žakanje - NK Mladost Rečica 3:1 NK Duga Resa 1929 - NK Vrlovka Kamanje 2:3  |
| NK Slunj - NK Mladost Rečica 6:0 NK Korana Turanj - NK Vrlovka Kamanje 3:0 NK Ilovac Karlovac - NK Croatia '78 Žakanje 3:2 NK Zrinski Ozalj - NK Ogulin 2:0 NK Duga Resa 1929 - NK Draganić 1:0 | NK Duga Resa 1929 - NK Mladost Rečica 7:0 NK Draganić - NK Zrinski Ozalj 3:4 NK Ogulin - NK Ilovac Karlovac 2:2 NK Croatia '78 Žakanje - NK Korana Turanj 1:0 NK Vrlovka Kamanje - NK Slunj 0:4 | NK Mladost Rečica - NK Vrlovka Kamanje 1:4 NK Slunj - NK Croatia '78 Žakanje 6:2 NK Korana Turanj - NK Ogulin 1:3 NK Ilovac Karlovac - NK Draganić 5:2 NK Zrinski Ozalj - NK Duga Resa 1929 2:1  |
| NK Zrinski Ozalj - NK Mladost Rečica 9:0 NK Duga Resa 1929 - NK Ilovac Karlovac 3:2 NK Draganić - NK Korana Turanj 2:1 NK Ogulin - NK Slunj 1:1 NK Croatia '78 Žakanje - NK Vrlovka Kamanje 0:0 | NK Mladost Rečica - NK Croatia '78 Žakanje 1:5 NK Vrlovka Kamanje - NK Ogulin 0:7 NK Slunj - NK Draganić 3:1 NK Korana Turanj - NK Duga Resa 1929 2:0 NK Ilovac Karlovac - NK Zrinski Ozalj 2:1 | NK Ilovac Karlovac - NK Mladost Rečica 8:1 NK Zrinski Ozalj - NK Korana Turanj 2:2 NK Duga Resa 1929 - NK Slunj 0:3 NK Draganić - NK Vrlovka Kamanje 2:0 NK Ogulin - NK Croatia '78 Žakanje 3:2  |
| NK Mladost Rečica - NK Ogulin 0:3 NK Croatia '78 Žakanje - NK Draganić 0:0 NK Vrlovka Kamanje - NK Duga Resa 1929 1:2 NK Slunj - NK Zrinski Ozalj 1:0 NK Korana Turanj - NK Ilovac Karlovac 0:2 | NK Korana Turanj - NK Mladost Rečica 5:0 NK Ilovac Karlovac - NK Slunj 0:3 NK Zrinski Ozalj - NK Vrlovka Kamanje 3:0 NK Duga Resa 1929 - NK Croatia '78 Žakanje 4:4 NK Draganić - NK Ogulin 4:2 | NK Mladost Rečica - NK Draganić 0:0 NK Ogulin - NK Duga Resa 1929 3:1 NK Croatia '78 Žakanje - NK Zrinski Ozalj 0:6 NK Vrlovka Kamanje - NK Ilovac Karlovac 2:4 NK Slunj - NK Korana Turanj 6:0  |

## Kvalifikacije za Međužupanijsku nogometnu ligu Središte Zagreb
NK Slunj - NK Dinamo Odranski Obrež 3:1
NK Dinamo Odranski Obrež - NK Slunj 3:3
Nakon kvalifikacija, u Međužupanijsku nogometnu ligu Središte Zagreb se kvalificirao NK Slunj.

## Strijelci
- 31 - Kovačić Igor (Ilovac)
- 25 - Starešina Tomislav (Zrinski-Ozalj)
- 24 - Grčić Hrvoje (Duga Resa 1929)
- 20 - Špehar Josip (Slunj)
- 19 - Mamić Ivan (Zrinski-Ozalj)
- 17 - Špelić Marko (Slunj)
- 16 - Lesar Dario (Korana)
- 13 - Bilavčić Josip (Korana), Poljanica Ivan (Korana)
- 11 - Kurečki Toni (Ilovac), Planinac Denis (Mladost)
- 10 - Grubešić Josip (Ilovac), Medven Mihael (Zrinski-Ozalj), Puškarić Marko (Ogulin)
- 9 - Pušić Valentino (Duga Resa 1929)
- 8 - Cindrić Igor (Ogulin), Jurčević Jura (Slunj), Kolić Marko (Croatia ‘78), Matanić Matej (Slunj), Pahanić Dominik (Draganić)
- 7 - Joha Karlo (Ilovac)
- 6 - Grubešić Oliver (Ilovac), Hribljan Ivan (Croatia ‘78), Jurković Filip (Korana), Kurečki Luka (Ilovac), Latin Tomislav (Vrlovka), Pevac Mladen (Korana), Plivelić Matej (Slunj), Stojčić Sandy (Zrinski Ozalj)
- 5 - Cetinjanin Dario (Ogulin), Dizdarević Natko (Ilovac), Kladušan Mihael (Zrinski Ozalj), Matovina Josip (Ogulin), Radaković Mario (Zrinski Ozalj), Rehorić Filip (Croatia ‘78), Salopek Igor (Ogulin), Stipančić Dominik (Vrlovka), Šarić Elvis (Croatia ‘78), Štefok Mihovil (Korana), Topolnjak Dorijan (Duga Resa 1929)
- 4 - Vrđuka Zdravko (Draganić), Aščić Dragan (Ilovac), Gruden Ivan (Croatia ‘78), Matanić Tomislav (Zrinski Ozalj), Pavlić Mario (Ilovac), Prežgaj Stjepan (Draganić), Radočaj Petar (Slunj), Štajcer Krunoslav (Vrlovka), Turkalj Marin (Slunj)
- 3 - Barbić Mateo (Croatia ‘78), Barković Andrija (Draganić), Cindrić Antonio (Slunj), Gregorac Matej (Vrlovka), Jurčić Matej (Korana), Luketić Dino (Ogulin), Mihelić Domagoj (Croatia ‘78), Mravunac Valentino (Croatia ‘78), Pavlešić Patrik (Duga Resa 1929), Plivelić Danijel (Mladost), Podvorac Miroslav (Draganić), Požega Luka (Slunj), Radman Valentin (Zrinski Ozalj), Valentić Marijo (Draganić)

## Poveznice
- 1. ŽNL Karlovačka
- 2. ŽNL Karlovačka 2016./17.
- MŽNL Središte Zagreb 2016./17.
- 1. ŽNL Krapinsko-zagorska 2016./17.